# تشويش
التشويش (بالإنجليزية: Obfuscation)، بشكلٍ عام؛ هو أي عائق يحول دون القدرة على الإرسال أو الاستقبال، وهو اضطراب طبيعي أو عَرَضي أو متعمَّد يقود إلى إضعاف رسالة مبثوثة أو الإساءة إلى وضوحها إساءة بالغة بحيث يتعذر فهمها. في العملية الاتصالية، يُقصد من التشويش تدخل أي مثير عارض أو عرقلة عملية الإرسال والاستقبال. يؤدي التشويش إلى اختلاف الرسالة التي تم إرسالها عن الرسالة التي يتلقاها المستقبل، وتوجد عدة أنواع من التشويش منها التشويش الخاص بالدلالة والتشويش الميكانيكي. يحدث التشويش الخاص بالدلالة نتيجة المؤثرات الذاتية التي تؤثر في فهم المستقبل للرسالة. ويزداد هذا النوع من التشويش بازدياد غموض الرسالة أو عندما تكون العلاقة بين المرسل والمستقبل غير محايدة، أي عندما تكون مثقلة بالمعاني الانفعالية السلبية أو الإيجابية. أما التشويش الميكانيكي فيقصد به التدخل الفني أو المادي الذي يطرأ على إرسال الرسالة في سيرها من مصدر المعلومات إلى الهدف الذي يراد الوصول إليه. ويزداد هذا النوع من التشويش بازدياد طول سلسلات الاتصال أي بازدياد عدد المراكز الوسيطة.

## خلفية الموضوع
يخطئ الأطباء دائمًا عندما يتكلمون بطريقة غير مفهومة لإخفاء حقائق غير سارة  عن المريض، يقول الكاتب والطبيب الأمريكى (مايكل كريتون) إن الكتابة الطبية دائماً ما تكون بمهارة عالية تؤدى إلى تشويش القارئ، أما الطبيب النفسى الأمريكى (بروس فريدريك سكينر) فيرى أن التدوين الطبى صورة من التحكم في المستمعين المختلفين، بحيث يتيح للطبيب التواصل مع الصيدلى بأمور التي لو علم معناها المريض سوف يعارض ذلك.

## تجنب التشويش
تجنب التشويش "Eschew" هي طريقة فكاهية للتحدث تستخدم من قبل معلمى اللغة الإنجليزية أو الأساتذة الجامعيين عندما يعطون محاضرات عن تقنيات الكتابة الصحيحة، حرفيا الكلمة معناها «تجنب عدم الوضوح» أو «تجنب عدم الوضوح وتدعيم الوضوح»، ولكن استخدام كلمات غير شائعة تؤدى إلى حدوث ارتباك لدى الكثير من المستمعين (التي تفتقد إلى مفردات) يجعل الجملة كمثال للسخرية وتؤدى تحديداً إلى عبارة غير متجانسة.
هذه العبارة استخدمت مبكرأ في عام 1959 عندما ظهرت في عنوان في مستند لوكالة الفضاء الأمريكية ناسا.
ولقد ظهرت جمل مماثلة أيضًا مبكراً في أدب (مارك تواين) و (فينيمور كوبر)، عندما نص على القاعدة الرابعة عشر للكتابة الجيدة وهي (تجنب الجمل الغير مفيدة)

## أمثلة
يحدث التشويش في أي شيء يدخل في سلسلة الاتصال لا يكون في نية المرسل أن يضعه، كصوت طائرة تمر أثناء المحاضرة، أو عوامل من تشتت الانتباه كالنطق السيء، أو وجود عناصر منافس، ويؤدي التشويش إلى تغيير في معنى الرسالة، أو عدم فهمها فهماً صحيحاً.
في العملية الاتصالية، يكون التشويش بتداخل الموجات، فتُصبح الرسالة المُستقبلة في أي جهاز من أجهزة الاتصال أو الإعلام مثل الهواتف والراديو يشوبها ضجيج وإزعاج.